# Liste des hameaux de l'Alberta

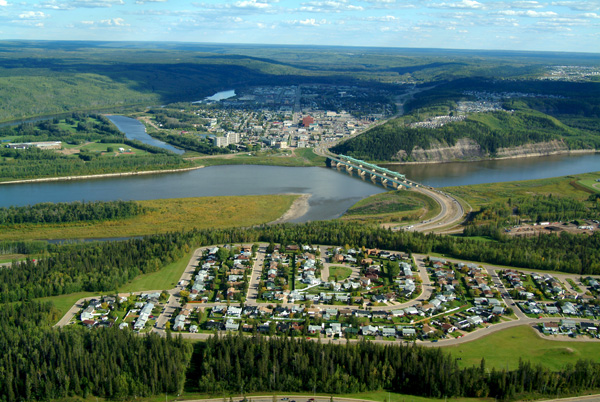
Fort McMurray, hameau le plus peuplé de l'Alberta.

Un hameau en Alberta est une localité non incorporée administrée par une municipalité spécialisée ou rurale (district municipal, district d'amélioration et aire spéciale). Il se compose de cinq logements ou plus (dont une majorité sont sur des terrains qui sont plus petits que 1 850 m2), a une limite et un nom, et contient des parcelles de terres utilisées à des fins non résidentielles,.
L'article 59 du Municipal Government Act (MGA) permet aux municipalités spécialisées et aux districts municipaux de désigner un hameau, tandis que l'article 590 de la MGA permet au ministre des Affaires municipales Alberta de désigner un hameau dans un district d'amélioration. Le ministre peut également désigner un hameau dans une zone spéciale en vertu de l'article 10 de la Loi sur les zones spéciales.
Un hameau peut être incorporé en village si sa population atteint 300 habitants. Toutefois, cela n'est jamais arrivé en Alberta en trente ans puisque les derniers à l'avoir été sont Barnwell et Wabamun le 1er janvier 1980. Depuis lors, il a été plus fréquent pour les municipalités urbaines de dissoudre leur statut pour passer à celui de hameau, sous la juridiction d'une municipalité spécialisée ou rurale proche. En conséquence, le nombre de hameaux en Alberta n'a cessé de croître au fil des ans.
Depuis 2013, l'Alberta compte 390 hameaux reconnus par les Affaires municipales Alberta. Les deux plus grands hameaux de l'Alberta, Fort McMurray dans la municipalité régionale de Wood Buffalo et Sherwood Park dans le comté de Strathcona, ont été désignés secteurs de services urbains par Affaires municipales. S'ils devaient intégrer les cités, Sherwood Park et Fort McMurray se classeraient respectivement cinquième et septième parmi les plus grandes communautés de l'Alberta pour ce qui est de la population.
Les dernières populations des hameaux ne sont pas publiés par Affaires municipales Alberta, à l'exception des deux secteurs de services urbains.

## Liste des hameaux
| Hameau                 | Municipalités,                                   | Superficie en km2 | Population | Notes |
| ---------------------- | ------------------------------------------------ | ----------------- | ---------- | --- |
| Abee                   | Thorhild, comté de                               |                   |            | |
| Acadia Valley          | Acadia no 34, district municipal de              | 0,4763            | 137        | |
| Aetna                  | Cardston, comté de                               |                   |            | |
| Alcomdale              | Sturgeon, comté de                               |                   |            | |
| Alder Flats            | Wetaskiwin no 10, comté de                       | 1,6581            | 152        | |
| Aldersyde              | Foothills no 31, district municipal de           |                   |            | |
| Alhambra               | Clearwater, comté de                             | 108,992           | 447        | |
| Altario                | Aire spéciale no 4                               |                   |            | |
| Antler Lake            | Strathcona, comté de                             | 0,89              | 454        | |
| Anzac                  | Wood Buffalo, municipalité régionale de          | 8,15              | 585        | |
| Ardley                 | Red Deer, comté de                               |                   |            | |
| Ardmore                | Bonnyville no 87, district municipal de          | 0,85              | 333        | |
| Ardrossan              | Strathcona, comté de                             |                   | 514        | |
| Armena                 | Camrose, comté de                                | 0,70              | 47         | |
| Ashmont                | Saint-Paul no 19, comté de                       | 1,12              | 188        | |
| Atmore                 | Athabasca, comté d'                              | 0,53              | 20         | |
| Balzac                 | Rocky View, comté de                             |                   |            | |
| Beauvallon             | Two Hills no 21, comté de                        |                   |            | |
| Beaver Crossing        | Bonnyville no 87, district municipal de          |                   |            | |
| Beaver Lake            | Lac La Biche, comté de                           | 1,18              | 496        | |
| Beaver Mines           | Pincher Creek no 9, district municipal de        | 0,68              | 80         | |
| Beaverdam              | Bonnyville no 87, district municipal de          |                   |            | |
| Beazer                 | Cardston, comté de                               |                   |            | |
| Bellis                 | Smoky Lake, comté de                             |                   |            | Bellis a dissous son statut de village le 31 décembre 1945. |
| Benalto                | Red Deer, comté de                               | 0,52              | 175        | |
| Benchlands             | Bighorn no 8, district municipal de              | 0,39              | 42         | |
| Bezanson               | Grande Prairie no 1, comté de                    | 1,17              | 121,       | |
| Bindloss               | Aire spéciale no 2                               |                   |            | |
| Bircham                | Kneehill, comté de                               | 0,14              | 5          | |
| Blackfoot              | Vermilion River, comté de                        | 0,88              | 269        | |
| Blackie                | Foothills no 31, district municipal de           | 0,74              | 343        | Blackie a dissous son statut de village le 31 août 1997. |
| Blue Ridge             | Woodlands, comté de                              | 2,99              | 239        | |
| Bluesky                | Fairview no 136, district municipal de           | 0,38              | 164        | |
| Bluffton               | Ponoka, comté de                                 | 0,50              | 152        | |
| Bodo                   | Provost no 52, district municipal de             |                   |            | |
| Bottrel                | Rocky View, comté de                             |                   |            | |
| Bow City               | Newell, comté de                                 |                   |            | |
| Bragg Creek            | Rocky View, comté de                             | 4,06              | 595        | |
| Brant                  | Vulcan, comté de                                 |                   |            | |
| Breynat                | Athabasca, comté d'                              |                   |            | |
| Brosseau               | Two Hills no 21, comté de                        |                   |            | |
| Brownfield             | Paintearth no 18, comté de                       |                   |            | |
| Brownvale              | Peace no 135, district municipal de              | 3,38              | 125        | |
| Bruce                  | Beaver (Alberta), comté de                       |                   |            | |
| Brûlé                  | Yellowhead, comté de                             | 0,35              | 76         | |
| Buck Creek             | Brazeau, comté de                                |                   |            | |
| Buck Lake              | Wetaskiwin no 10, comté de                       | 1,17              | 75         | |
| Buford                 | Leduc, comté de                                  |                   | 32         | |
| Burdett                | Forty Mile no 8, comté de                        | 2,89              | 325        | Burdett a dissous son statut de village le 1er janvier 2003. |
| Busby                  | Westlock, comté de                               | 0,72              | 98         | |
| Byemoor                | Stettler no 6, comté de                          | 0,64              | 35         | |
| Cadogan                | Provost no 52, district municipal de             | 1,14              | 112        | Cadogan a dissous son statut de village le 31 décembre 1945. |
| Cadomin                | Yellowhead, comté de                             | 1,14              | 36         | |
| Cadotte Lake           | Northern Sunrise, comté de                       | 1,57              | 39         | |
| Calahoo                | Sturgeon, comté de                               | 0,42              | 187        | |
| Calling Lake           | Opportunity no 17, district municipal de         | 8,67              | 369        | La population de Calling Lake inclut celles de Calling Lake (189) et de Centre Calling Lake (180). |
| Campsie                | Barrhead no 11, comté de                         |                   |            | |
| Canyon Creek           | Lesser Slave River no 124, district municipal de | 1,92              | 259        | |
| Carbondale             | Sturgeon, comté de                               | 1,11              | 86         | |
| Cardiff                | Sturgeon, comté de                               |                   |            | |
| Carseland              | Wheatland, comté de                              | 0,64              | 568        | |
| Carvel                 | Parkland, comté de                               |                   |            | |
| Carway                 | Cardston, comté de                               |                   |            | |
| Caslan                 | Athabasca, comté d'                              |                   |            | |
| Cassils                | Newell, comté de                                 |                   |            | |
| Cayley                 | Foothills no 31, district municipal de           | 0,54              | 265        | Cayley a dissous son statut de village le 1er juin 1996. |
| Cessford               | Aire spéciale no 2                               |                   |            | |
| Chancellor             | Wheatland, comté de                              | 0,33              | 5          | |
| Cheadle                | Wheatland, comté de                              | 0,17              | 84         | |
| Cherhill               | Lac Sainte-Anne, comté de                        |                   |            | |
| Cherry Grove           | Bonnyville no 87, district municipal de          |                   |            | |
| Chin                   | Lethbridge, comté de                             | 0,09              | 48         | |
| Chinook                | Aire spéciale no 3                               |                   |            | Chinook a dissous son statut de village le 1er avril 1977. |
| Chisholm               | Lesser Slave River no 124, district municipal de | 2,84              | 15         | |
| Clairmont              | Grande Prairie no 1, comté de                    |                   | 1 652      | Clairmont a dissous son statut de village le 31 décembre 1945. |
| Clandonald             | Vermilion River, comté de                        | 0,50              | 109        | |
| Cleardale              | Clear Hills, comté de                            | 1 310,98          | 407        | |
| Cluny                  | Wheatland, comté de                              | 0,58              | 60         | Cluny a dissous son statut de village le 15 septembre 1995. |
| Cochrane Lake          | Rocky View, comté de                             | 0,38              | 136        | Cochrane Lake est également appelé Cochrane Lake Subdivision. |
| Colinton               | Athabasca, comté d'                              | 2,22              | 274        | La population de Colinton inclut celles de la localité désignée de Colinton (215) et de McNabb's (59), qui sont tous deux inclus dans le périmètre du hameau. |
| Collingwood Cove       | Strathcona, comté de                             | 2,53              | 331        | |
| Compeer                | Aire spéciale no 4                               |                   |            | Compeer a dissous son statut de village le 31 décembre 1936. |
| Condor                 | Clearwater, comté de                             |                   |            | |
| Conklin                | Wood Buffalo, municipalité régionale de          | 15,35             | 318        | |
| Conrich                | Rocky View, comté de                             |                   | 26         | |
| Craigmyle              | Starland, comté de                               |                   |            | Craigmyle a dissous son statut de village le 1er janvier 1972. |
| Cynthia                | Brazeau, comté de                                |                   |            | Cynthia a dissous son statut de ville le 1er mai 1959. |
| Dalemead               | Rocky View, comté de                             |                   | 27         | |
| Dalroy                 | Rocky View, comté de                             |                   | 50         | |
| Dapp                   | Westlock, comté de                               | 0,28              | 34         | |
| De Winton              | Foothills no 31, district municipal de           |                   |            | |
| Dead Man's Flats       | Bighorn no 8, district municipal de              | 0,15              | 89         | Dead Man's Flats est également appelé Pigeon Mountain. |
| Deadwood               | Northern Lights, comté de                        |                   |            | |
| DeBolt                 | Greenview no 16, district municipal de           | 2,81              | 133        | |
| Del Bonita             | Cardston, comté de                               |                   |            | |
| Delacour               | Rocky View, comté de                             |                   |            | |
| Demmitt                | Grande Prairie no 1, comté de de                 |                   |            | |
| Derwent                | Two Hills no 21, comté de                        | 0,38              | 100        | Derwent a dissous son statut de village le 1er septembre 2010. |
| Desert Blume           | Cypress, comté de                                |                   | 306        | |
| Diamond City           | Lethbridge, comté de                             | 0,53              | 162        | Diamond City a dissous son statut de village le 30 juin 1937. |
| Dickson                | Red Deer, comté de                               | 0,17              | 60         | |
| Dimsdale               | Grande Prairie no 1, comté de de                 |                   |            | |
| Dixonville             | Northern Lights, comté de                        | 1,08              | 104        | |
| Donatville             | Athabasca, comté d'                              | 0,66              | 5          | |
| Dorothy                | Aire spéciale n°2                                |                   |            | |
| Duffield               | Parkland, comté de                               |                   |            | |
| Duhamel                | Camrose, comté de                                | 1,29              | 30         | |
| Dunmore                | Cypress, comté de                                |                   | 1 025      | Dunmore a dissous son statut de village le 4 février 1919. |
| Duvernay               | Two Hills n°21, comté de                         |                   |            | |
| Eaglesham              | Birch Hills, comté de                            | 0,80              | 119        | Eaglesham a dissous son statut de village le 31 décembre 1996. |
| Edwand                 | Smoky Lake, comté de                             |                   |            | |
| Egremont               | Thorhild, comté de                               |                   |            | |
| Ellscott               | Athabasca, comté d'                              | 0,69              | 0          | |
| Elmworth               | Grande Prairie n°1, comté de de                  |                   |            | |
| Enchant                | Taber, district municipal de                     |                   | 289        | Enchant a dissous son statut de village le 30 janvier 1945. |
| Endiang                | Stettler n°6, comté de                           | 0,70              | 35         | |
| Enilda                 | Big Lakes, district municipal de                 | 0,64              | 165        | |
| Ensign                 | Vulcan, comté de                                 |                   |            | |
| Entwistle              | Parkland, comté de                               |                   |            | Entwistle a dissous son statut de village le 31 décembre 2000. |
| Erskine                | Stettler n°6, comté de                           | 0,98              | 290        | Erskine a dissous son statut de village le 20 mai 1946. |
| Etzikom                | Forty Mile n°8, comté de de                      |                   |            | |
| Evansburg              | Yellowhead, comté de                             | 2,53              | 880        | Evansburg a dissous son statut de village le 30 juin 1998. |
| Exshaw                 | Bighorn n°8, district municipal de               | 1,47              | 362        | |
| Fabyan                 | Wainwright n°61, district municipal de           |                   |            | |
| Fairview               | Lethbridge, comté de                             |                   |            | |
| Fallis                 | Parkland, comté de                               |                   |            | |
| Falun                  | Wetaskiwin n°10, comté de                        |                   |            | |
| Faust                  | Big Lakes, district municipal de                 | 4,77              | 275        | |
| Fawcett                | Westlock, comté de                               | 0,49              | 73         | |
| Flatbush               | Lesser Slave River n°124, district municipal de  | 0,64              | 30         | |
| Fleet                  | Paintearth n°18, comté de                        |                   |            | |
| Fort Assiniboine       | Woodlands, comté de                              |                   |            | Fort Assiniboine a dissous son statut de village le 31 décembre 1991. |
| Fort Chipewyan         | Wood Buffalo, municipalité régionale de          | 10,23             | 1 008      | |
| Fort Kent              | Bonnyville n°87, district municipal de           | 0,34              | 220        | |
| Fort MacKay            | Wood Buffalo, municipalité régionale de          |                   | 59         | La population de Fort MacKay n'inclut pas la communauté de la réserve indienne. |
| Fort McMurray          | Wood Buffalo, municipalité régionale de          |                   | 72 944     | Fort McMurray est un des deux hameaux désignés secteurs de services urbains. La population de Fort McMurray inclut 1 980 habitants non-permanents. |
| Fort Vermilion         | Mackenzie, comté de                              | 6,81              | 727        | |
| Gainford               | Parkland, comté de                               | 1,08              | 132        | |
| Gem                    | Newell, comté de                                 |                   |            | |
| Gleichen               | Wheatland, comté de                              | 1,48              | 336        | Gleichen a dissous son statut de ville le 31 mars 1998. |
| Glenevis               | Lac Sainte-Anne, comté de                        |                   |            | |
| Goodfare               | Grande Prairie n°1, comté de de                  |                   |            | |
| Goose Lake             | Woodlands, comté de                              |                   |            | Goose Lake est également appelé Lone Pine. |
| Grassland              | Athabasca, comté d'                              | 1,48              | 94         | |
| Grassy Lake            | Taber, district municipal de                     |                   | 778        | Grassy Lake a dissous son statut de village le 1er juillet 1996. |
| Green Court            | Lac Sainte-Anne, comté de                        |                   |            | |
| Greenshields           | Wainwright n°61, district municipal de           |                   |            | |
| Gregoire Lake Estates  | Wood Buffalo, municipalité régionale de          | 0,22              | 188        | |
| Grouard                | Big Lakes, district municipal de                 | 4,38              | 303        | Grouard, également appelé Grouard Mission, a dissous son statut de village le 18 janvier 1944. |
| Grovedale              | Greenview n°16, district municipal de            |                   |            | |
| Gunn                   | Lac Sainte-Anne, comté de                        | 0,01              | 0          | |
| Guy                    | Smoky River n°130, district municipal de         |                   |            | |
| Gwynne                 | Wetaskiwin n°10, comté de                        | 0,51              | 88         | |
| Hairy Hill             | Two Hills n°21, comté de                         |                   | 30         | Hairy Hill a dissous son statut de village le 31 décembre 1996. |
| Half Moon Lake         | Strathcona, comté de                             | 0,52              | 250        | Half Moon Lake est également appelé Half Moon Estates. |
| Harvie Heights         | Bighorn n°8, district municipal de               | 0,52              | 175        | |
| Hastings Lake          | Strathcona, comté de                             |                   | 92         | |
| Haynes                 | Lacombe, comté de                                | 0,25              | 15         | |
| Hays                   | Taber, district municipal de                     |                   | 163        | |
| Hayter                 | Provost n°52, district municipal de              | 0,66              | 103        | |
| Heinsburg              | Saint-Paul n°19, comté de                        |                   |            | |
| Heritage Pointe        | Foothills n°31, district municipal de            |                   |            | |
| Herronton              | Vulcan, comté de                                 |                   |            | |
| Hesketh                | Kneehill, comté de                               | 0,11              | 15         | |
| Hilda                  | Cypress, comté de                                | 0,54              | 37         | |
| Hilliard               | Lamont, comté de                                 |                   |            | |
| Hoadley                | Ponoka, comté de                                 |                   |            | |
| Huallen                | Grande Prairie n°1, comté de de                  |                   |            | |
| Huxley                 | Kneehill, comté de                               | 0,31              | 85         | |
| Hylo                   | Lac La Biche, comté de                           |                   |            | |
| Iddesleigh             | Aire spéciale n°2                                |                   |            | |
| Indus                  | Rocky View, comté de                             |                   | 36         | |
| Iron Springs           | Lethbridge, comté de                             | 0,52              | 93         | |
| Irvine                 | Cypress, comté de                                |                   | 291        | Irvine a dissous son statut de ville le 31 décembre 1996. |
| Islay                  | Vermilion River, comté de                        | 0,58              | 208        | Islay a dissous son statut de village le 2 mars 1944. |
| Janet                  | Rocky View, comté de                             |                   |            | |
| Janvier South          | Wood Buffalo, municipalité régionale de          | 5,12              | 104        | Janvier South est également appelé Janvier and Chard. |
| Jarvie                 | Westlock, comté de                               | 0,52              | 113        | |
| Jean Cote              | Smoky River n°130, district municipal de         |                   |            | |
| Jenner                 | Aire spéciale n°2                                |                   |            | Jenner a dissous son statut de village le 22 juin 1943. |
| Joffre                 | Lacombe, comté de                                | 0,35              | 172        | |
| Johnson's Addition     | Taber, district municipal de                     |                   | 115        | |
| Josephburg             | Strathcona, comté de                             | 2,46              | 142        | |
| Joussard               | Big Lakes, district municipal de                 | 3,63              | 181        | |
| Kathyrn                | Rocky View, comté de                             |                   | 20         | |
| Kavanagh               | Leduc, comté de                                  |                   | 38         | |
| Keephills              | Parkland, comté de                               |                   |            | |
| Kelsey                 | Camrose, comté de                                | 0,45              | 15         | |
| Keoma                  | Rocky View, comté de                             |                   | 85         | |
| Kimball                | Cardston, comté de                               |                   |            | |
| Kingman                | Camrose, comté de                                | 0,41              | 90         | |
| Kinsella               | Beaver (Alberta), comté de                       |                   |            | |
| Kinuso                 | Big Lakes, district municipal de                 | 0,61              | 219        | Kinuso a dissous son statut de village le 1er septembre 2009. |
| Kirkcaldy              | Vulcan, comté de                                 |                   |            | |
| Kirriemuir             | Aire spéciale n°4                                |                   |            | |
| La Corey               | Bonnyville n°87, district municipal de           |                   |            | |
| La Crete               | Mackenzie, comté de                              | 5,32              | 2 408      | La population de La Crete inclut celle de son centre (1 885) et celle de la localité désignée (523). |
| La Glace               | Grande Prairie n°1, comté de de                  | 0,82              | 181,       | |
| Lac des Arcs           | Bighorn n°8, district municipal de               | 0,53              | 144        | |
| Lac La Biche           | Lac La Biche, comté de                           |                   | 2 895      | Lac La Biche a dissous son statut de ville le 1er août 2007, conséquence de sa fusion avec le Comté de Lakeland pour former le Comté de Lac La Biche. Le hameau de Lac La Biche représente le quartier 7 du Comté de Lac La Biche, qui avait une population de 2 895 habitants lors du recensement municipal de 2013. |
| Lafond                 | Saint-Paul n°19, comté de                        |                   |            | |
| Lake Louise            | District d'amélioration n°9 (Banff)              |                   |            | |
| Lake Newell Resort     | Newell, comté de                                 |                   |            | |
| Lamoureux              | Sturgeon, comté de                               |                   |            | |
| Landry Heights         | Greenview n°16, district municipal de            |                   |            | |
| Langdon                | Rocky View, comté de                             |                   | 4 897      | Langdon a dissous son statut de village le 31 décembre 1945. |
| Lavoy                  | Minburn n°27, comté de                           |                   |            | Lavoy a dissous son statut de village le 30 avril 1999. |
| Leavitt                | Cardston, comté de                               |                   |            | |
| Leedale                | Ponoka, comté de                                 |                   |            | |
| Leslieville            | Clearwater, comté de                             | 1,84              | 239        | |
| Lindbergh              | Saint-Paul n°19, comté de                        |                   |            | |
| Linn Valley            | Red Deer, comté de                               | 0,71              | 212        | |
| Little Buffalo         | Northern Sunrise, comté de                       |                   | 225        | |
| Little Smoky           | Greenview n°16, district municipal de            |                   |            | |
| Lodgepole              | Brazeau, comté de                                | 1,57              | 156        | Lodgepole a dissous son statut de Liste des villes de l'Alberta#Villes nouvelles le 1er mars 1970. |
| Long Lake              | Thorhild, comté de                               | 2,47              | 74         | |
| Looma                  | Leduc, comté de                                  |                   | 37         | |
| Lottie Lake            | Saint-Paul n°19, comté de                        |                   |            | |
| Lousana                | Red Deer, comté de                               | 0,06              | 46         | |
| Lowland Heights        | Pincher Creek n°9, district municipal de         | 0,39              | 32         | |
| Lundbreck              | Pincher Creek n°9, district municipal de         | 0,35              | 244        | |
| Lyalta                 | Wheatland, comté de                              | 0,15              | 26         | |
| MacKay                 | Yellowhead, comté de                             | 0,01              | 5          | |
| Madden                 | Rocky View, comté de                             |                   | 21         | |
| Mallaig                | Saint-Paul n°19, comté de                        | 0,71              | 173        | |
| Manola                 | Barrhead n°11, comté de                          |                   |            | |
| Manyberries            | Forty Mile n°8, comté de                         |                   |            | |
| Marie Reine            | Northern Sunrise, comté de                       |                   | 67         | |
| Markerville            | Red Deer, comté de                               | 0,26              | 42         | |
| Marlboro               | Yellowhead, comté de                             | 0,44              | 80         | |
| Marten Beach           | Lesser Slave River n°124, district municipal de  |                   |            | |
| Maskwacis              | Ponoka, comté de                                 | 0,23              | 0          | Maskwacis était anciennement appelé Hobbema. |
| McLaughlin             | Vermilion River, comté de                        |                   |            | |
| Meanook                | Athabasca, comté d'                              | 0,62              | 25         | |
| Mearns                 | Sturgeon, comté de                               |                   |            | |
| Meeting Creek          | Camrose, comté de                                | 0,54              | 20         | |
| Metiskow               | Provost n°52, district municipal de              |                   |            | |
| Michichi               | Starland, comté de                               |                   |            | |
| Millarville            | Foothills n°31, district municipal de            |                   |            | |
| Mirror                 | Lacombe, comté de                                | 2,34              | 468        | Mirror a dissous son statut de village le 1er janvier 2004. |
| Monarch                | Lethbridge, comté de                             | 0,42              | 220        | Monarch a dissous son statut de village le 31 décembre 1938. |
| Monitor                | Aire spéciale n°4                                |                   |            | Monitor a dissous son statut de village le 31 décembre 1945. |
| Moon River Estates     | Willow Creek n°26, district municipal de         | 0,27              | 127        | |
| Morecambe              | Two Hills n°21, comté de                         |                   |            | |
| Morningside            | Lacombe, comté de                                | 0,25              | 95         | |
| Mossleigh              | Vulcan, comté de                                 |                   |            | |
| Mountain View          | Cardston, comté de                               | 1,36              | 80         | Mountain View a dissous son statut de village le 9 septembre 1915. |
| Mulhurst Bay           | Wetaskiwin n°10, comté de                        | 2,88              | 295        | Mulhurst Bay est également appelé Mulhurst. La population et la superficie de Mulhurst Bay inclut celles des localités désignées Mulhurst part A (295 hab/2.87 km²) et Mulhurst part B (0/0.01 km²). |
| Musidora               | Two Hills n°21, comté de                         |                   |            | |
| Namaka                 | Wheatland, comté de                              | 0,09              | 71         | |
| Namao                  | Sturgeon, comté de                               | 1,94              | 357        | |
| Neerlandia             | Barrhead n°11, comté de                          |                   |            | |
| Nestow                 | Westlock, comté de                               | 0,06              | 10         | |
| Nevis                  | Stettler n°6, comté de                           | 0,67              | 25         | |
| New Brigden            | Aire spéciale n°3                                |                   |            | |
| New Dayton             | Warner n°5, comté de                             |                   |            | |
| New Norway             | Camrose, comté de                                |                   | 283        | New Norway a dissous son statut de village le 1er novembre 2012. |
| New Sarepta            | Leduc, comté de                                  | 2,28              | 491        | New Sarepta a dissous son statut de village le 1er septembre 2010. |
| Newbrook               | Thorhild, comté de                               | 0,50              | 95         | |
| Nightingale            | Wheatland, comté de                              | 0,02              | 15         | |
| Nisku                  | Leduc, comté de                                  |                   | 30         | |
| Niton Junction         | Yellowhead, comté de                             | 1,01              | 26         | |
| Nordegg                | Clearwater, comté de                             |                   |            | |
| North Cooking Lake     | Strathcona, comté de                             |                   | 66         | |
| North Star             | Northern Lights, comté de                        |                   |            | |
| Notikewin              | Northern Lights, comté de                        |                   |            | |
| Ohaton                 | Camrose, comté de                                | 0,24              | 120        | Ohaton a dissous son statut de village le 31 décembre 1945. |
| Opal                   | Thorhild, comté de                               | 141,246           | 346        | |
| Orion                  | Forty Mile n°8, comté de                         |                   |            | |
| Orton                  | Willow Creek n°26, district municipal de         | 1,48              | 122        | |
| Parkland               | Willow Creek n°26, district municipal de         |                   |            | |
| Patricia               | Newell, comté de                                 | 0,59              | 108        | |
| Peers                  | Yellowhead, comté de                             | 0,90              | 108        | |
| Pelican Point          | Camrose, comté de                                |                   | 23         | |
| Peoria                 | Birch Hills, comté de                            |                   |            | |
| Perryvale              | Athabasca, comté d'                              | 0,70              | 10         | |
| Pibroch                | Westlock, comté de                               | 2,24              | 83         | |
| Pickardville           | Westlock, comté de                               | 0,49              | 220        | |
| Pincher Station        | Pincher Creek n°9, district municipal de         | 0,41              | 25         | |
| Pine Sands             | Sturgeon, comté de                               |                   |            | |
| Pinedale               | Yellowhead, comté de                             |                   |            | |
| Plamondon              | Lac La Biche, comté de                           | 1,94              | 345        | Plamondon a dissous son statut de village le 1er mai 2002. |
| Poplar Ridge           | Brazeau, comté de                                | 1,68              | 565        | |
| Priddis                | Foothills n°31, district municipal de            |                   |            | |
| Priddis Greens         | Foothills n°31, district municipal de            |                   |            | |
| Purple Springs         | Taber, district municipal de                     |                   | 41         | |
| Queenstown             | Vulcan, comté de                                 |                   |            | |
| Radway                 | Thorhild, comté de                               | 442,02            | 171        | Radway a dissous son statut de village le 31 décembre 1996. |
| Rainier                | Newell, comté de                                 |                   |            | |
| Ranfurly               | Minburn n°27, comté de                           | 0,76              | 69         | Ranfurly a dissous son statut de village le 31 décembre 1945. |
| Red Earth Creek        | Opportunity n°17, district municipal de          | 38,68             | 337        | |
| Red Willow             | Stettler n°6, comté de                           | 1,31              | 40         | |
| Reno                   | Northern Sunrise, comté de                       | 0,29              | 5          | |
| Ribstone               | Wainwright n°61, district municipal de           |                   |            | |
| Rich Valley            | Lac Sainte-Anne, comté de                        |                   |            | |
| Richdale               | Aire spéciale n°2                                |                   |            | Richdale a dissous son statut de village le 2 juin 1931. |
| Ridgevalley            | Greenview n°16, district municipal de            |                   |            | |
| Rivercourse            | Vermilion River, comté de                        |                   |            | |
| Riverview              | Saint-Paul n°19, comté de                        |                   |            | |
| Rivière Qui Barre      | Sturgeon, comté de                               |                   |            | |
| Robb                   | Yellowhead, comté de                             | 6,80              | 171        | |
| Rochester              | Athabasca, comté d'                              | 2,43              | 101        | |
| Rochfort Bridge        | Lac Sainte-Anne, comté de                        |                   |            | |
| Rocky Rapids           | Brazeau, comté de                                |                   |            | |
| Rolling Hills          | Newell, comté de                                 | 0,69              | 205        | |
| Rolly View             | Leduc, comté de                                  |                   | 58         | |
| Rosebud                | Wheatland, comté de                              | 0,27              | 88         | Rosebud a dissous son statut de village le 31 décembre 1945. |
| Round Hill             | Camrose, comté de                                |                   | 120        | |
| Rowley                 | Starland, comté de                               |                   |            | |
| Rumsey                 | Starland, comté de                               |                   |            | Rumsey a dissous son statut de village le 1er janvier 1995. |
| Sandy Lake             | Opportunity n°17, district municipal de          | 1,48              | 68         | Sandy Lake est aussi appelé Pelican Mountain. |
| Sangudo                | Lac Sainte-Anne, comté de                        | 3,15              | 364        | Sangudo a dissous son statut de village le 16 septembre 2007. |
| Saprae Creek           | Wood Buffalo, municipalité régionale de          | 4,56              | 694        | |
| Scandia                | Newell, comté de                                 | 0,20              | 154        | |
| Schuler                | Cypress, comté de                                | 0,57              | 63         | |
| Sedalia                | Aire spéciale n°3                                |                   |            | |
| Seven Persons          | Cypress, comté de                                |                   | 270        | |
| Shaughnessy            | Lethbridge, comté de                             | 0,34              | 384        | |
| Sherwood Park          | Strathcona, comté de                             |                   | 64 465     | Sherwood Park est un des deux hameaux désignés secteurs de services urbains. |
| Shouldice              | Vulcan, comté de                                 |                   |            | |
| Sibbald                | Aire spéciale n°3                                |                   |            | |
| Skiff                  | Forty Mile n°8, comté de                         |                   |            | |
| Smith                  | Lesser Slave River n°124, district municipal de  | 2,25              | 218        | |
| South Cooking Lake     | Strathcona, comté de                             | 2,27              | 288        | |
| Spedden                | Smoky Lake, comté de                             |                   |            | |
| Spring Coulee          | Cardston, comté de                               |                   |            | |
| Springbrook            | Red Deer, comté de                               | 5,31              | 1 079      | |
| Spruce View            | Red Deer, comté de                               | 0,73              | 163        | |
| Saint-Édouard          | Saint-Paul n°19, comté de                        |                   |            | |
| Saint-Isidore          | Northern Sunrise, comté de                       | 1,05              | 218        | |
| Saint-Lina             | Saint-Paul n°19, comté de                        |                   |            | |
| Saint-Michael          | Lamont, comté de                                 |                   |            | |
| Saint-Vincent          | Saint-Paul n°19, comté de                        |                   |            | |
| Star                   | Lamont, comté de                                 |                   |            | |
| Streamstown            | Vermilion River, comté de                        |                   |            | |
| Suffield               | Cypress, comté de                                |                   | 264        | Suffield a dissous son statut de village le 1er janvier 1930. |
| Sunnybrook             | Leduc, comté de                                  |                   | 68         | |
| Sunnynook              | Aire spéciale n°2                                |                   |            | |
| Sunnyslope             | Kneehill, comté de                               | 0,14              | 26         | |
| Swalwell               | Kneehill, comté de                               | 0,34              | 101        | Swalwell a dissous son statut de village le 31 décembre 1945. |
| Tangent                | Birch Hills, comté de                            |                   |            | |
| Tawatinaw              | Westlock, comté de                               | 0,07              | 10         | |
| Teepee Creek           | Grande Prairie n°1, comté de                     |                   |            | |
| Tees                   | Lacombe, comté de                                | 0,10              | 77         | |
| Telfordville           | Leduc, comté de                                  |                   | 29         | |
| Thérien                | Bonnyville n°87, district municipal de           |                   |            | |
| Thorhild               | Thorhild, comté de                               | 1,67              | 488        | Thorhild a dissous son statut de village le 18 mars 2009. |
| Thunder Lake           | Barrhead n°11, comté de                          |                   |            | |
| Tilley                 | Newell, comté de                                 |                   | 352        | |
| Tillicum Beach         | Camrose, comté de                                |                   | 99         | |
| Tomahawk               | Parkland, comté de                               | 0,38              | 65         | |
| Torrington             | Kneehill, comté de                               | 0,69              | 179        | Torrington a dissous son statut de village le 1er janvier 1998. |
| Travers                | Vulcan, comté de                                 |                   |            | |
| Tulliby Lake           | Vermilion River, comté de                        |                   |            | |
| Turin                  | Lethbridge, comté de                             | 0,25              | 106        | |
| Twin Butte             | Pincher Creek n°9, district municipal de         | 0,16              | 10         | |
| Valhalla Centre        | Grande Prairie n°1, comté de                     | 1,34              | 45,        | |
| Veinerville            | Cypress, comté de                                |                   | 80         | |
| Venice                 | Lac La Biche, comté de                           |                   |            | |
| Village at Pigeon Lake | Wetaskiwin n°10, comté de                        |                   |            | |
| Villeneuve             | Sturgeon, comté de                               | 0,31              | 136        | |
| Vimy                   | Westlock, comté de                               | 0,51              | 205        | |
| Violet Grove           | Brazeau, comté de                                |                   |            | |
| Wabasca                | Opportunity n°17, district municipal de          | 21,68             | 1 569      | Wabasca était initialement nommé Wabasca-Desmarais. La population de Wabasca inclut celles de la localité désignée de Desmarais (138), de Wabasca (1 302) et de l'établissement indien de Desmarais (129), tous situés dans le périmètre du hameau,.                                                                  |
| Wagner                 | Lesser Slave River n°124, district municipal de  |                   |            | |
| Walsh                  | Cypress, comté de                                | 1,42              | 58         | Walsh a dissous son statut de village le 30 avril 1925. |
| Wandering River        | Athabasca, comté d'                              |                   |            | |
| Wanham                 | Birch Hills, comté de                            | 1,72              | 170        | Wanham a dissous son statut de village le 31 décembre 1999. |
| Wardlow                | Aire spéciale n°2                                |                   |            | |
| Warspite               | Smoky Lake, comté de                             | 0,65              | 75         | Warspite a dissous son statut de village le 1er juin 2000. |
| Waterton Park          | District d'amélioration n°4                      | 480,58            | 88         | |
| Watino                 | Birch Hills, comté de                            |                   |            | |
| Wedgewood              | Grande Prairie n°1, comté de                     |                   | 736        | |
| Welling                | Cardston, comté de                               |                   |            | |
| Welling Station        | Cardston, comté de                               |                   |            | |
| Westerose              | Wetaskiwin n°10, comté de                        |                   |            | |
| Whitelaw               | Fairview n°136, district municipal de            | 0,69              | 134        | |
| Whitford               | Lamont, comté de                                 |                   |            | |
| Widewater              | Lesser Slave River n°124, district municipal de  | 2,09              | 351        | |
| Wildwood               | Yellowhead, comté de                             | 0,89              | 294        | Wildwood a dissous son statut de village le 31 décembre 1990. |
| Wimborne               | Kneehill, comté de                               | 0,22              | 31         | |
| Winfield               | Wetaskiwin n°10, comté de                        | 1,12              | 224        | |
| Withrow                | Clearwater, comté de                             |                   |            | |
| Woking                 | Saddle Hills, comté de                           | 0,56              | 106        | |
| Woodhouse              | Willow Creek n°26, district municipal de         |                   |            | |
| Woolford               | Cardston, comté de                               |                   |            | |
| Worsley                | Clear Hills, comté de                            |                   |            | |
| Wostok                 | Lamont, comté de                                 |                   |            | |
| Wrentham               | Warner n°5, comté de                             |                   |            | |
| Zama City              | Mackenzie, comté de                              | 19,34             | 93         | |

## Anciens hameaux
De nombreuses communautés de l'Alberta étaient auparavant des hameaux. Ceux qui suivent sont les hameaux qui ont été absorbés par une municipalité urbaine par annexion ou fusion.
| Nom                     | Ancienne municipalité        | Nouvelle municipalité | Notes |
| ----------------------- | ---------------------------- | --------------------- | --- |
| Bankview (en)           | Badlands No. 7 (en)          | Drumheller            | Annexé en 1964. |
| Cambria (en)            | Badlands No. 7 (en)          | Drumheller            | Fusionné le 1er janvier 1998,. |
| College Heights (en)    | Lacombe, comté de            | Lacombe               | Annexé le 1er janvier 2000,. |
| East Coulee             | Badlands No. 7 (en)          | Drumheller            | Fusionné le 1er janvier 1998,. |
| Glenwood                | Yellowhead, comté de         | Edson                 | Annexé le 1er janvier 1984,. |
| Grande Prairie Trail    | Yellowhead, comté de         | Edson                 | Annexé le 1er janvier 1984,. |
| Grantville              | Kneehill, comté de           | Three Hills           | Annexé le 1er janvier 1983,. |
| Hardieville (en)        | Lethbridge, comté de         | Lethbridge            | Annexé le 1er janvier 1978. |
| Hillcrest,              | District d'amélioration no 5 | Col du Nid de Corbeau | Fusionné le 1er janvier 1979. |
| Lehigh (en)             | Badlands No. 7 (en)          | Drumheller            | Fusionné le 1er janvier 1998,. |
| Midlandvale (en)        | Badlands No. 7 (en)          | Drumheller            | Annexé en 1972. |
| Nacmine (en)            | Badlands No. 7 (en)          | Drumheller            | Fusionné le 1er janvier 1998,. |
| Newcastle (en)          | Badlands No. 7 (en)          | Drumheller            | Annexé en 1967. |
| North Drumheller (en)   | Badlands No. 7 (en)          | Drumheller            | Annexé en 1967. |
| Rosedale                | Badlands No. 7 (en)          | Drumheller            | Fusionné le 1er janvier 1998,. |
| Ruarkville              | Kneehill, comté de           | Three Hills           | Annexé le 31 décembre 1984,. |
| Shepard                 | Rocky View, comté de         | Calgary               | Annexé le 31 juillet 2007,. |
| Wayne (en)              | Badlands No. 7 (en)          | Drumheller            | Fusionné le 1er janvier 1998,. |
| Western Monarch (Atlas) | Wheatland, comté de          | Badlands No. 7 (en),  | Maintenant dans la ville de Drumheller à la suite de la fusion de la cité de Drumheller et du district municipal de Badlands no 7 le 1er janvier 1998. |